# Harrison Butker
Harrison Butker (geboren am 14. Juli 1995 in Decatur, Georgia) ist ein US-amerikanischer American-Football-Spieler auf der Position des Kickers. Er spielte College Football für Georgia Tech und steht seit 2017 bei den Kansas City Chiefs in der National Football League (NFL) unter Vertrag. Mit den Chiefs gewann Butker den Super Bowl LIV, den Super Bowl LVII und den Super Bowl LVIII.

## Highschool und College
Butker besuchte die Westminster-Highschool in Atlanta, Georgia, wo er zunächst Fußball spielte. Mit dem Fußballteam gewann er dreimal die Staatsmeisterschaft. Ab seinem zweiten Jahr an der Highschool spielte er als Kicker und Punter auch American Football. Er stellte an seiner Highschool mit einem Field Goal aus 53 Yards einen neuen Rekord für das längste Field Goal auf, ebenso mit 16 Field Goals einen Rekord für die meisten Treffer in einer Saison.

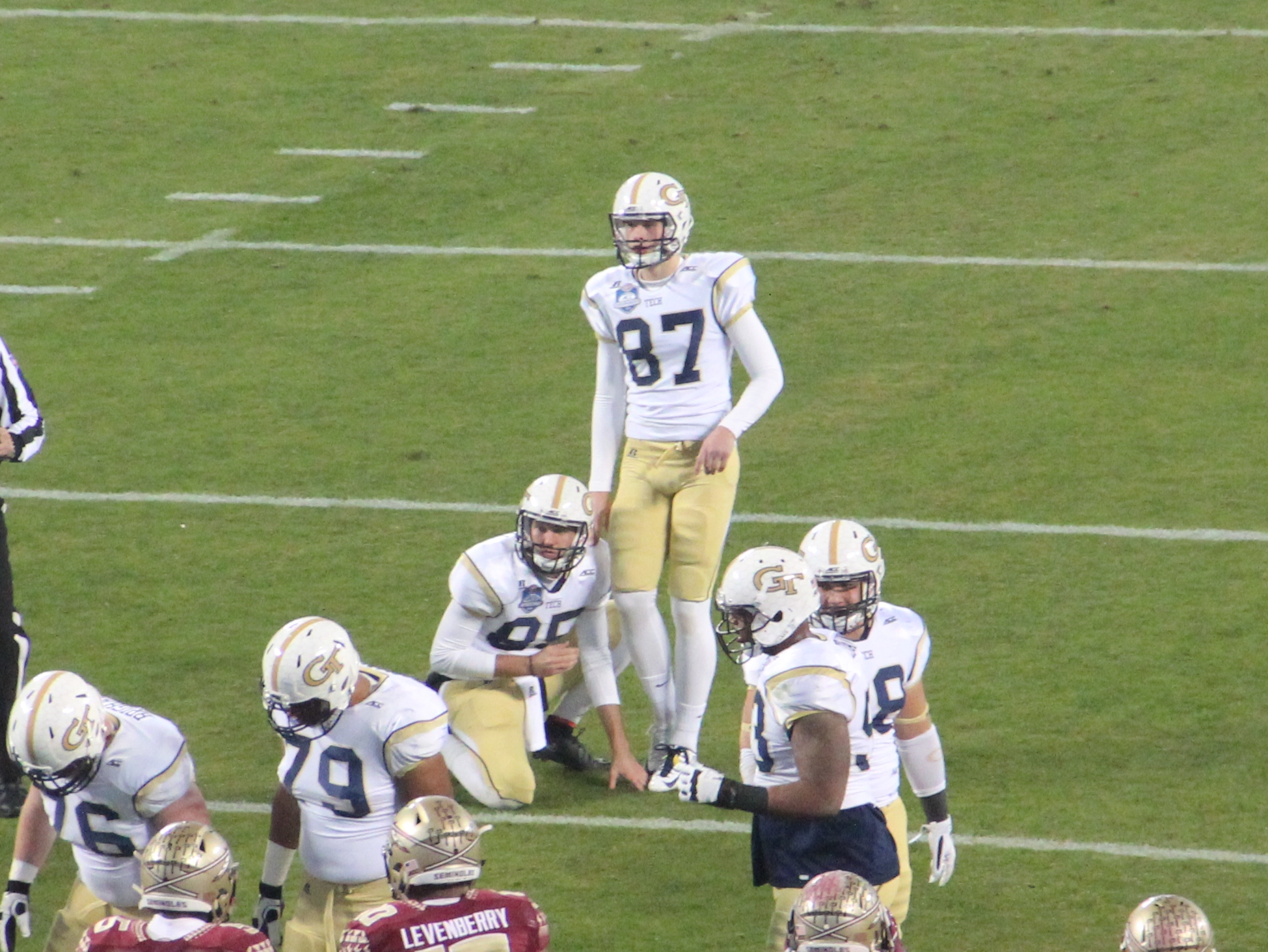
Butker am College (2014)

Von 2013 bis 2016 spielte er Football am College für die Georgia Tech Yellow Jackets in der NCAA Division I FBS. Dort spielte er alle vier Jahre als Starter und traf 71,7 % seiner Field-Goal-Versuche sowie 99 % aller Extrapunkt-Versuche. Dabei konnte er insbesondere in seiner letzten Saison überzeugen, in der er bei 88,2 % aller Field-Goal-Versuche traf.

## NFL
Butker wurde im NFL Draft 2017 in der 7. Runde an 233. Stelle von den Carolina Panthers ausgewählt. Bei den Panthers konkurrierte er mit dem erfahreneren Graham Gano um die Position als Kicker. Nachdem zunächst beide Spieler im Kader standen, wurde Butker ohne Einsatz in der Regular Season nach dem ersten Saisonspiel, bei dem Gano alle seine Versuche erfolgreich absolvierte, entlassen, um Platz im Kader für einen anderen Spieler zu schaffen. Danach wurde er in das Practice Squad der Panthers aufgenommen. Am 26. September nahmen die Kansas City Chiefs Butker unter Vertrag, da sich ihr Kicker Cairo Santos verletzt hatte. Mit 38 Field Goals (bei 42 Versuchen) in seiner ersten Saison stellte Butker einen neuen Franchise-Rekord für die meisten Field Goals in einer Saison auf. Darüber hinaus traf bis dahin kein Kicker in der NFL in seiner Rookie-Saison öfter.
Im AFC Championship Game 2018 brachte er die Chiefs mit einem 39-Yards-Field-Goal in die Overtime. Im Juni 2019 unterschrieb Butker eine Vertragsverlängerung um fünf Jahre bis 2024 über 20 Millionen Dollar bei den Chiefs. In der Saison 2019 konnte Butker mit den Chiefs den Super Bowl LIV gegen die San Francisco 49ers gewinnen.
Im Spiel gegen die Los Angeles Chargers am 2. Spieltag der Saison 2020 stellte Butker einen neuen persönlichen Bestwert auf und egalisierte den Franchiserekord von Nick Lowery, als er im dritten Viertel aus 58 Yards ein Field Goal erzielte. In der Overtime traf Butker erneut aus 58 Yards und entschied damit das Spiel zugunsten der Chiefs.
In der Divisional Round der Play-offs 2021/22 erzielte Butker mit auslaufender Uhr ein 49-Yards-Field-Goal gegen die Buffalo Bills, durch das das Spiel in die Overtime ging, in der die Chiefs mit 42:36 gewannen. In Woche 6 der Saison 2022 stellte Butker einen neuen Rekord bei den Chiefs auf, indem er zum Ende der zweiten Hälfte gegen die Buffalo Bills ein Field Goal aus 62 Yards traf. Er zog mit den Chiefs in den Super Bowl LVII ein, in dem sie die Philadelphia Eagles mit 38:35 besiegten. Dabei vergab er im ersten Viertel einen Field-Goal-Versuch auf 42 Yards, den er gegen den linken Pfosten setzte, schoss aber auch acht Sekunden vor Schluss das spielentscheidende Field Goal aus 27 Yards. In der Saison 2023 gelang den Chiefs erneut der Einzug in den Super Bowl LVIII, den sie mit 25:22 nach Overtime gegen die San Francisco 49ers gewannen. Dabei erzielte Butker ein 57-Yards-Field-Goal und stellte somit den Rekord für das längste Field Goal in der Geschichte des Super Bowl auf.
Im August 2024 einigte Butker sich mit den Chiefs auf einen Vertragsverlängerung um vier Jahre im Wert von 25,6 Millionen US-Dollar, die ihn zum bestbezahlten Spieler auf seiner Position machte.

## Privates
Butker wuchs nach eigenen Angaben in einer römisch-katholischen Familie auf, im Laufe der Zeit auf der Highschool und College habe jedoch die Bindung zu Kirche und Glauben nachgelassen. Erst durch einen Teamkollegen in seiner Collegemannschaft habe er begonnen, sich wieder dem christlichen Glauben zu widmen. 
Über seinen Glauben berichtete er unter anderem in einem Porträt des katholischen Fernsehsenders EWTN 2019 oder einem Interview mit der Catholic News Agency 2022. Bei letzterem kritisierte er etwa das Schreiben Traditionis Custodes von Papst Franziskus, das seiner Ansicht nach die Feier der außerordentlichen Form des Römischen Ritus zu hohen Einschränkungen unterwerfe. Butker ist ein Unterstützer der Lebensrechtsbewegung. So kritisierte er beim Besuch im Weißen Haus nach Gewinn des Super Bowl die Abtreibungspolitik der Regierung Biden und setzte sich öffentlich für das Value Them Both Amendment in Kansas ein. Mehrfach ist er für ein konservatives Rollenbild der Frau als ihren Gatten unterstützende Hausfrau und Mutter eingetreten, so im Mai 2024 in seiner Rede als Ehrengast auf der Abschlussfeier des Benedictine College in Atchison. Die Rede wurde kontrovers aufgenommen und vielfach kritisiert, so unter anderem einzelne Aussagen von LGBTQ-Gruppen als homophob.
Butker ist seit 2018 verheiratet und hat zwei Kinder.